# 農村地理学
農村地理学（のうそんちりがく、英語: rural geography）とは、農村の地域構造、特徴、地域問題などを研究対象とする地理学の分野である。農村地域における社会的・経済的な空間変動を議論する。

## 研究動向

### イギリス
イギリスは農村地理学研究をリードしている国として挙げられる。
イギリスで農村地理学の研究が盛んになったのは1970年頃である。クラウト（Hugh D. Clout）が出版したRural Geographyにより、かつてから行われていた農村集落研究にとどまらず、現代農村問題も対象とした農村地理学が提唱された。ここでは、集落地理学や農業地理学よりも対象範囲の広い概念として農村地理学を扱い、社会、経済、土地利用や空間の変化を研究対象として位置づけた。その後もルイス（J. G. Lewis）が出版したRural Communitiesにより、農村地理学研究の新たな方法論が示された。さらにパッショーン（Michael Pacione）が出版したProgress in Rural Geographyにより、農村地理学の研究が整理された。
1983年までの十数年におけるイギリス農村地理学では、理論面よりも現実の農村問題と地域政策に関心が向けられていたとされる。しかし、イギリス農村地理学では理論面での進歩が遅れ、1980年時点で行き詰まりに達していた。
学術雑誌では、1985年にポール・クロークにより『Journal of Rural Studies』が創刊された。Journal of Rural Studiesでは、農村地理学に関する概念の議論などもなされてきた。

### 日本
日本で農村地理学が確立したのは1980年代以降とされる。それまでの1960年代や1970年代では村落地理学や農業地理学の研究が多かったが、1980年代や1990年代にかけて、村落地理学や農業地理学の研究が農村地理学に移行してきた。
日本における農村地理学の研究は、個別村落の研究（特に伝統的構造を取りあげる研究）と、より広範囲な農村地域研究（特に現代における社会的・経済的変化を扱う研究）に分けられる。個別村落の研究では、かつては基礎地域論を基盤としたムラ論が1980年代に村落空間論として発展していった。農村地域研究では、既に山村研究において、従来の集落地理学の範囲から超越して山村の地域問題を広く考察する研究が蓄積されていたが、1980年代の日本では、イギリス農村地理学の書籍の翻訳などの影響を受けて、山村に限らず農村地理学の新たな研究が発展し、実証研究の蓄積が進行していった。
ただし、石原潤は、日本において1980年代以降に農村地理学が再活性化したと考えることは概ね支持しているものの、イギリス農村地理学の影響よりは、日本独自の発展によるところが大きいと指摘している。
1990年代以降の日本の狭義の農村地理学の研究が進展した内容として、岡橋 (2020)では、2006年までの約10年間の農村地理学の研究動向を整理した筒井・今里 (2006)を踏まえ、以下の4つが挙げられている。
1. 国土空間といったマクロスケールの地域システムにおける、「周辺地域」など新たな地域概念の提唱
2. ポスト生産主義の空間へ変化した現代農村における農村ツーリズム（英語版）や農村景観、農村空間の商品化研究の進展
3. フードシステム概念を援用した研究やグローバル化に伴う日本国内の農業再編
4. 農村地域社会を説明する新たな研究の進展